# Celtis spinosa
Celtis spinosa är en hampväxtart som beskrevs av Spreng.. Celtis spinosa ingår i släktet Celtis och familjen hampväxter. Inga underarter finns listade i Catalogue of Life.